# Cartografie

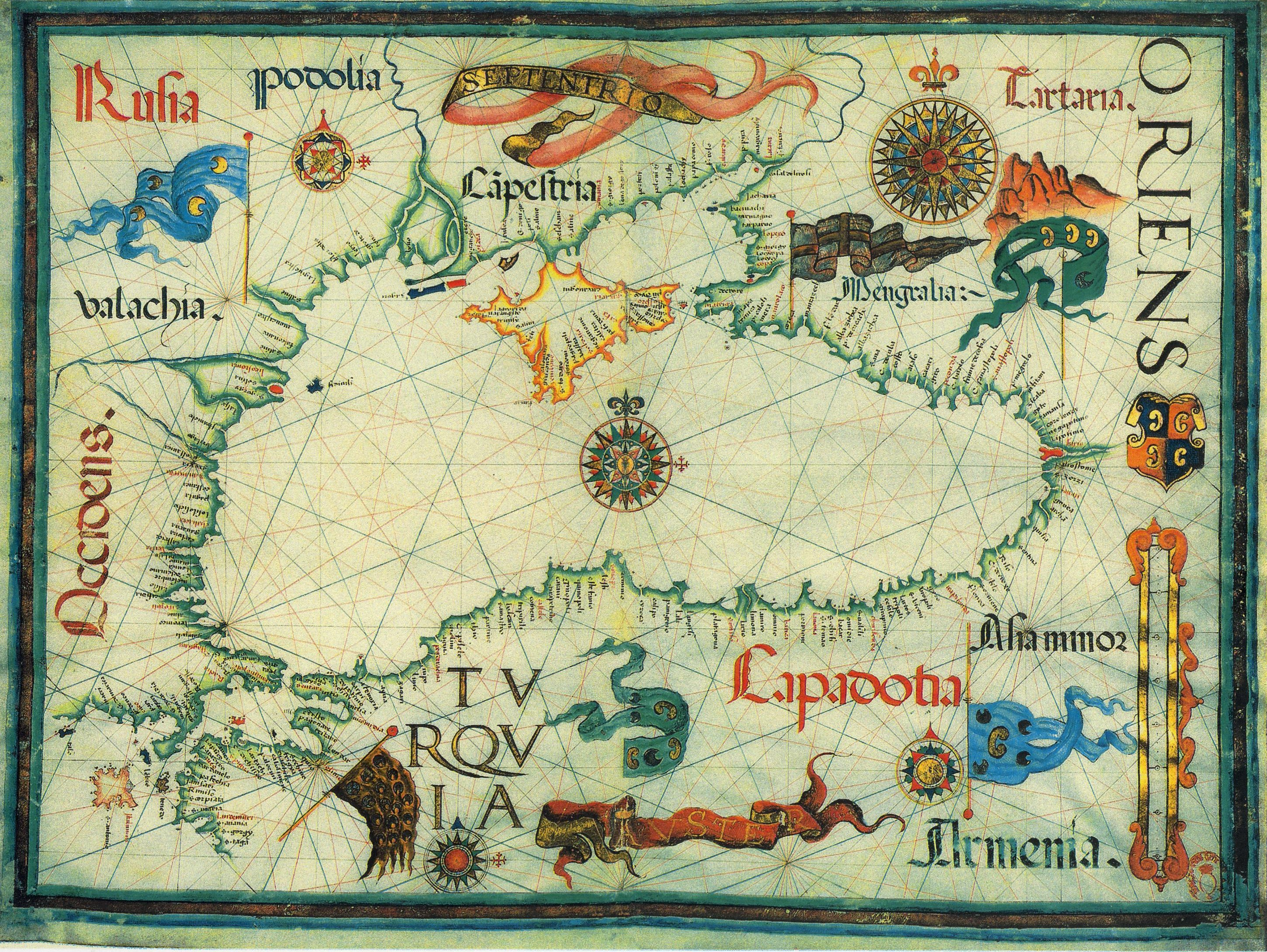
Hartă veche cu Marea Neagră, din 1559

Cartografia (din cuvintele grecești χάρτης chartēs, "papirus, foaie de hârtie, hartă"; și γράφειν graphein, "scriere") este o ramură a geografiei care se ocupă cu întocmirea, redactarea și editarea hărților și a planurilor topografice.
Cartografia este știința care se ocupă cu studiul metodelor, principiilor și procedeelor de reprezentare a realității geografice de pe teren, pe suprafața plană a planșei de hartă. 
Cu alte cuvinte această știință se ocupă cu realizarea hărților. 
Etimologia multiplă a termenului derivă din: carto - = hartă, plan sau grafic. În limbile franceză și italiană se spune carto, în latină charta iar în limba greacă chartes.
Cealaltă componentă – grafie, este scris graphie în franceză, grafia în italiană, graphe în greacă și înseamnă: mod de scriere, linie a unui desen, exprimare prin scris sau linii ale unui plan, chiar descriere.
Noțiunea de cartografie a fost asociată cu cea de cartografie generală, pentru o mai largă cuprindere a domeniilor de utilizare. Cartografia generală se ocupă cu întocmirea hărților necesare tuturor științelor și domeniilor care utilizează astfel de reprezentări. Sunt domenii din afara celui geografic, care utilizează hărți, cum ar fi: silvicultura, cadastru, amenajarea teritoriului, administrarea resurselor minerale etc. Hărțile de acest tip sunt proiectate pe baza metodelor și principiilor cartografice general valabile, cu aplicarea semnelor convenționale specifice. 
Cartografia geografică este acea ramură a cartografiei generale care se ocupă cu realizarea de hărți specifice domeniului de studiu, începând de la cele ale planiglobului, continuând cu suprafețele continentelor, țărilor și altor suprafețe mai mici. Geografia, prin definiția ei, are o parte importantă care se ocupă cu studiul răspândirii spațiale a componentelor mediului geografic, iar pentru o bună ilustrare, cartografia oferă hărțile cu un conținut geografic variat sau tematic.

## Istorie
Pe o pictură murală excavată la Çatal Hüyük,  aparținând unei așezări neolitice, datată circa 6500 î.H., sunt prezentate clădiri în vedere plană, cu un vulcan în apropierea fundalului. Schițe primitive au mai fost găsite la: mesopotamieni, egipteni, amerindieni, etc. Pe la 2300 î.H., topografii din Mesopotamia executau planuri de hărți în scopuri juridice și practice. Papirusul din Torino, care a început să fie pictat în jurul anului 1300 î.H., este un exemplu de hartă egipteană. Există și ,,Harta lumii babiloniene”, datată în jurul anului 600 î.H. 
Grecii antici sunt primii care vorbesc despre teoria și alcătuirea unei hărți. Prima hartă grecească era alcătuită de Anaximandru din Milet (circa 611-546 î.H.). Un alt savant, geograful și matematicianul Eratostene (circa 272-194 î.H.) a supraestimat circumferința Pământului cu doar 322 de kilometri (el considerând că are 40.320 de kilometri).
Romanii nu au îmbunătățit baza teoretică a reprezentărilor cartografice, totuși au realizat și ei câteva hârți, una din ele fiind Tabula Peutingeriana. ,,Geografia” lui Klaudios Ptolemaios (circa 90- aproximativ 168 d.H.) a reprezentat o culme a cartografiei antice, el introducând ideile de latitudine și longitudine. 
În secolele VIII-XII arabii au folosit traduceri ale lucrării lui Ptolemeu și au adus completări. Cea mai importantă traducere aparține lui Thābit ibn Qurra (care a murit în anul 901). Al-Khwarizmi  realizează o carte numită ,,Imaginea Pământului”, care va stimula studiile geografice. Între 891 și 892, arabul ibn-Wadiha a creat o carte numită ,,Cartea țărilor”, care conținea numeroase detalii topografice și geografice. Marele geograf Yaqut ibn'Abdullah al-Rumi al-Hamawi scris cartea ,,Dicționar al țărilor”. Această carte cuprinde importante informații de științe ale naturii,istorie și etnografie. 
China medievală (și nu numai) a avut și ea contribuții în domeniul cartografiei. În 1193 a fost alcătuit un desen al Chinei, pus în 1247 într-un templu, după recopierea sa. În secolul XV au fost realizate traduceri ale operei lui Ptolemeu. În secolul XIV au apărut hărți de navigație, folosite de marinarii din Marea Mediterană.
În 1578 Gerardus Mercator (1512-1594) realiza un prim atlas de hărți topografice după hărțile lui Ptolemeu, reconstituite și corectate de el. În secolul XVIII Gian Domenico Cassini (1625-1712) realiza prima hartă topografică, cea a Franței, la scara 1:86.400. În anul 1871 avea loc primul congres de geografie. 
Anii 1960 reprezintă debutul etapei informatizării cartografiei. Modificarea hărților pe calculator și vederea Pământului din satelit au dus la modernizarea cartografiei contemporane.

## Definiția hărții
De-a lungul timpului s-a urmărit o îmbunătățire și standardizare a definiției hărții, observându-se o cât mai largă cuprindere și perfecționare, existând numeroase variante ale autorilor, multe fiind deosebit de interesante și de valoaroase.    
Definiția, introdusă prin prezenta lucrare, are următoarea formă: harta este o reprezentare grafică de tip convențional a elementelor întâlnite într-un spațiu cu o anumită dimensiune, pe suprafața planșei de hârtie ori sub format electronic – digital, conform unei scări de proporție și a unei proiecții stabilite.
Deoarece universul hărților este atât de complex, iar hărțile îmbracă o paletă foarte largă de forme, încercăm să definim și astfel: harta este un produs al Cartografiei, sub o formă grafică transpusă pe planșa de hârtie ori pe un suport de tip digital (electronic), care ne redă caracteristicile existente într-un spațiu de dimensiuni cunoscute, sub o formă convențională și standardizată, prin aplicarea principiilor și metodelor cartografice. 